# Bonnetia sessilis
Bonnetia sessilis är en tvåhjärtbladig växtart som beskrevs av George Bentham. Bonnetia sessilis ingår i släktet Bonnetia och familjen Bonnetiaceae. Inga underarter finns listade i Catalogue of Life.